# Kawamoto Kōmin

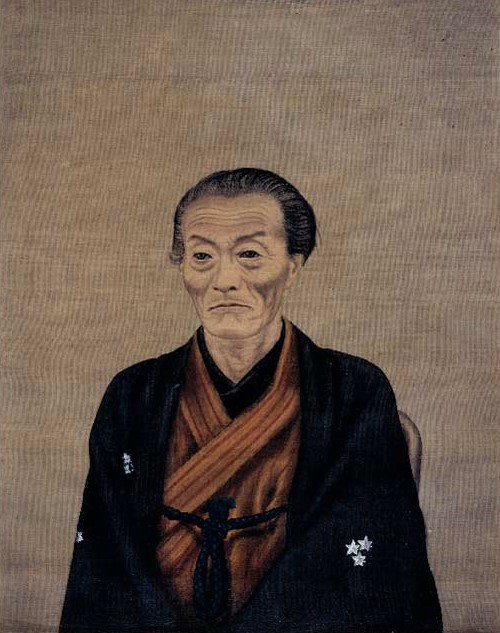
川本幸民

Kawamoto Kōmin (japanisch 川本 幸民; geboren 1810 in Sanda (Provinz Settsu); gestorben 18. Juli 1871) war ein japanischer Gelehrter auf dem Gebiet der „Westlichen Wissenschaften“ – Rangaku.

## Leben und Wirken
Kawamoto Kōmin wurde als dritter Sohn des Sanda-Han-Arztes Kawamoto Chikayasu (川本 周安) geboren. 1829 ging er auf Weisung des Han nach Edo, wo er unter dem durch Rangaku geprägten Arzt Adachi Chōshun (足立 長雋; 1775–1837) studierte. Im folgenden Jahr, 1830, bildete er sich bei dem Rangaku-Arzt Tsuboi Shindō (坪井 信道; 1795–1848) weiter und lernte Niederländisch. 1833 wurde er zum Han-Arzt ernannt und lebte in Edo. 1835 heiratete er Hideko (秀子), die dritte Tochter des Rangaku-Arztes Aoji Rinzō (青地林宗; 1775–1833). 1836 wurde er aufgrund eines Vorfalls, bei dem er wohl jemand mit dem Schwert verletzte, in der Residenz des Klans eingesperrt. Er zog dann nach Uraga (浦賀) in der Provinz Sagami, konnte aber 1841 nach Edo zurückkehren und seine medizinische Praxis und sein niederländisches Studium fortsetzen.
Von 1851 bis 1856 übersetzte Kawamoto die 15 Bände von „Kikai Kanrankogi“ (気海 観瀾広義) und veröffentlicht, und „Kikai Kanroku“ (気海 観瀾) seines Schwiegervaters Aoji Rinzō, das dieser 1828 verfasst hatte, und ergänzte es, indem er Erklärungen zu Astronomie, Physik, Chemie, Wärme, Elektrizität und Licht hinzufügte. Um 1856 stellte er die Übersetzung von „Heika Suyomisha Seigen“ (兵家須読舎密真源) fertig, einem Chemiebuch für die Praxis der Kanoniere. Es beschreibt die quantitative Chemie auf der Grundlage der Atomlehre. Er befasste sich auch mit praktischen Aktivitäten wie der Herstellung von Chemikalien, Streichhölzern, der Fotografie mit Silberplatten, mit Bier und der Versuchsproduktion von Telegrafenapparaten, was ihm Anerkennung des technisch interessierten Daimyō von Satsuma, Shimazu Nariakira, einbrachte.
1856 wurde Kawamoto Assistent an der Ausbildungsstätte des Shogunats, dem „Bansho-Shirabesho“, 1859 Lehrer. 1860  wurde er mit der Gründung der Forschungsstelle „Seirenkata“ (精煉方) in der Provinz Saga dort zu einer zentralen Figur. Während dieser Zeit prägte er zum ersten Mal einen japanischen Begriff für „Chemie“, nämlich „Kagaku“ (化学) und nutzte ihn im Titel eines Buches, nämlich „Kagaku shinsho“ (化学新書), das er 1861 publizierte. Darin beschrieb er chemische Reaktionen unter Verwendung von Elementsymbolen in chinesischen Schriftzeichen.
1868 kehrte Kawamoto nach Mita zurück und eröffnete mit Shishi Seiichi (嗣子 清一) eine Nachhilfeschule für Holländisch und Anglistik. Er zog aber 1870 nach Tokio und starb 1870 im Alter von 62 Jahren. Es ist bemerkenswert, dass Kawamotos Übersetzungen es ermöglichten, die atomtheoretische Chemie bereits am Ende der Edo-Zeit in Japan systematisch zu studieren.